# Arthur Brown’s Kingdom Come
Arthur Brown’s Kingdom Come (не путать с Kingdom Come) — британская рок-группа, образованная Артуром Брауном в 1970 году после распада The Crazy World of Arthur Brown. Arthur Brown’s Kingdom Come исполняли психоделический рок с элементами хард- и прог-рока, используя эффектный театральный антураж (включавший «личное» сценическое распятие Брауна). Именно Arthur Brown’s Kingdom Come считаются первой группой жанра шок-рок; в числе их последователей Prog Archives называет Элиса Купера и Мэрилина Мэнсона.
Группа выпустила три альбома — Galactic Zoo Dossier (1971), Kingdom Come (1972) и Journey (1973), — приобрела известность в Британии благодаря гастролям и фестивальным выступлениям, но просуществовала недолго — в основном, из-за безразличного отношения к ней музыкальных критиков и концертных промоутеров (особенно в США).

## Дискография
- Galactic Zoo Dossier (1971)
- Kingdom Come (1972)
- Journey (1973)[2]

## Участники
- Arthur Brown - vocal
- Andy Dalby - guitar
- Martin Steer - drums
- Phil Shutt - bass
- Victor Peraino - keyboards
- Julian Paul Brown - no relation, keyboards
- Michael Harris - keyboards
- Desmond Fisher - bass